# Giovanniccia Candiano
Giovanniccia Candiano (X secolo – X secolo) fu dogaressa della Repubblica di Venezia dal 959 al 966 come consorte del doge Pietro IV Candiano.

## Biografia
Chiamata anche Giuliana, fu madre del futuro doge Vitale Candiano.

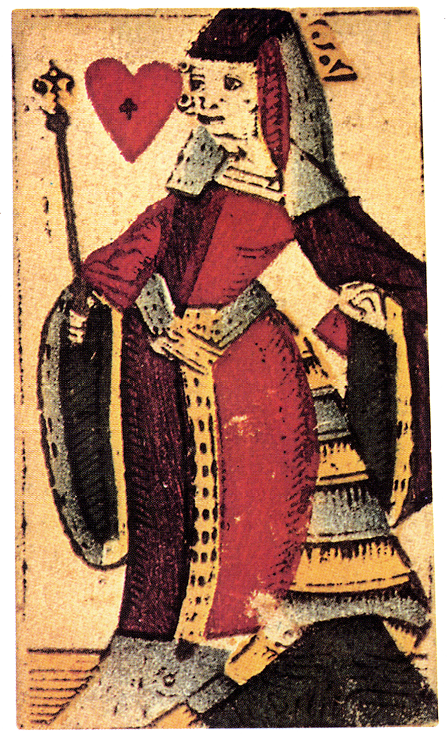
Regina di cuori di un mazzo di Claude Valentin (metà del XVII secolo)

Giovanniccia non era un membro della nobiltà e fu precedentemente divorziata quando Pietro entrò in relazione con lei e quando divenne dogaressa dopo la sua elezione causò uno scandalo e un boicottaggio sociale, che danneggiò la reputazione del doge. Alla fine, Pietro si convinse a divorziare da lei e la fece relegare come suora nel convento di San Zaccaria. Giovanniccia è stata oggetto di leggende e miti. Lei è una parte di un famoso mazzo di carte che caratterizzano le dogaresse di Venezia, come il "Quattro o Regina di Cuori".

## Riferimenti
- (EN)  Staley, Edgcumbe: The dogaressas of Venice : The wives of the doges. London : T. W. Laurie
- Successione cronologica delle dogaresse.